# Programa Nacional de Formación
El Programa Nacional de Formación (PNF) es un método de educación universitaria creada e implementada en Venezuela desde 2008.
Los Programas Nacionales de Formación están orientados y diseñados para otorgar a los estudiantes el título de Técnico Superior Universitario en un periodo de dos años y el Título de Licenciatura o Ingeniería luego de cuatro años, un programa que antiguamente en Venezuela en referencia a las nuevas metodologías educativas del siglo, no existía. Este nuevo programa universitario se ha implementado en los Colegios Universitarios de Venezuela, tales como el Colegio Universitario Francisco de Miranda o el Antiguo Colegio Universitario de Caracas.

## Descripción
Fue creado esta nueva metodología de enseñanza o programa riguroso de nuevas tecnologías con el fin de proponer pautas, enfoques y modalidades en pensum de estudios de las carreras universitarias destinadas al objetivo de la verdadera alma mater. Plantea principalmente la solución de problemas e interacción con el entorno de colaboración Ministerial y Organizacional, así como el desarrollo integral y tecnológico del país. Algunos de estos PNF se les exige al estudiante universitario cursar la nivelación propicia introductoria o período de transición antes de comenzar las evaluaciones oficiales.
Para el desarrollo eficiente del individuo en una sociedad donde la densidad de población es mayor y la demanda de sus necesidades de subsistencia aumenta, desarrollando y mejorando paso a paso a través de los diferentes estudios e investigaciones basados en las carencias y problemas de cada tipo de servicio y materias de los cuales dependemos de mecanismos avanzados de participación de Licenciados o Ingenieros  en la resolución de carencias  globales o sociales (formando parte de un todo), logramos resolver e inducir y poner en práctica de buena manera y con conocimiento unitario en beneficio y para el bienestar y desarrollo de la sociedad una serie de problemas en pro al uso de las nuevas tecnologías, el modernismo, la armonía y la correcta vida diaria en un país.
La figura de los Programas Nacionales de Formación (PNF), se creó mediante la Resolución 2.963 de fecha 13 de mayo de 2008, publicada en Gaceta Oficial 38.930 del 14 de mayo de 2008. Se basa en los modelados de lenguaje como concepción paradigmática del Estudiante Universitario como producto final para con respecto a la sociedad y el mundo en ejercicio de sus funciones. 
Los Programas Nacionales de Formación implementan entre sus principios el aprendizaje basado en el intercambio profesional de bienes de proyecto con las Entidades Públicas en todo año de su carrera, mediante la figura de la Unidad Curricular de Proyecto, en la cual se persigue la integración de los conocimientos teóricos y prácticos, en donde los estudiantes conformados en equipos, abordan una situación problemática en las Entidades Públicas afines a la República y ejecutan en práctica sus conocimientos para mejorar o solucionar la situación encontrada.